# Durandea angustifolia
Durandea angustifolia là một loài thực vật có hoa trong họ Linaceae. Loài này được Stapf mô tả khoa học đầu tiên năm 1908.